# Ř (слово латинице)
Ř ř (искошено: Ř ř) је слово латинице. Зове се R са кароном. Користи се у абецеди чешког и горњолужичког језика, а такође у романизованим верзијама курдским језицима. Такође је коришћено у предложеном правопису за шлески језик.
Сличан сугласник се такође може наћи у неким норвешким дијалектима (око Нарвика), у берберским (посебно у варијантама Риф и централног Атласа), и у неким шпанским дијалектима као варијација "rr" (углавном шпански Пастусо и неки дијалекти у Еквадору)

## Коришћење
Чешки језик
У чешком се користи за означавање звука [r̝] - подигнутог алвеоларног несонорног трила. Његов начин артикулације је сличан другим алвеоларним трилима, али је језик подигнут. Делимично је фрикативан. Обично је звучно: [r̝], али има и безвучни алофон: [r̝̊], који се јавља у близини безвучних сугласника или на крају речи.
Горњолужички језик
У горњолужичком језику, слово Ř ř означава безвучни поствеоларни фрикатив [ʃ].
Курдски језик
На курдском језику, Ř представља звучни алвеоларни трил [r].
Риф-берберски и Атлас-берберски језик
У Риф-Берберу и Атлас Берберу, слово Ř ř се користи за /ɺ/ - звук између /l/ и /r/.
Умбријски језик
У умбријском језику, у пресловљавању домаћег алфабета, Ř се користи за означавање звука непознатог квалитета, који углавном потиче од ранијег *d.  Исти звук је у латиници представљен низом <rs>.

## Рачунарски кодови
| Знак                      | Ř                                 | Ř                                 | ř                               | ř                               |
| ------------------------- | --------------------------------- | --------------------------------- | ------------------------------- | ------------------------------- |
| Назив у Уникоду           | LATIN LETTER CAPITAL R WITH CARON | LATIN LETTER CAPITAL R WITH CARON | LATIN LETTER SMALL R WITH CARON | LATIN LETTER SMALL R WITH CARON |
| Врста кодирања            | децимална                         | хексадецимална                    | децимална                       | хексадецимална                  |
| Уникод                    | 344                               | U+0158                            | 345                             | U+0159                          |
| UTF-8                     | 197 152                           | C5 98                             | 197 153                         | C5 99                           |
| Нумеричка референца знака | &#344;                            | &#x158;                           | &#345;                          | &#x159;                         |

## Слична слова
- (слово латинице)
- Ŕ (слово латинице)
-Р (ћириличко)